# Седжата
Седжата (рум. Săgeata) — село у повіті Бузеу в Румунії. Адміністративний центр комуни Седжата.
Село розташоване на відстані 101 км на північний схід від Бухареста, 13 км на південний схід від Бузеу, 89 км на південний захід від Галаца, 123 км на південний схід від Брашова.

## Населення
За даними перепису населення 2002 року у селі проживали 1576 осіб, з них 1575 осіб (99,9%) румунів. Рідною мовою 1575 осіб (99,9%) назвали румунську.